# Bennetland
Bennetland – osada w Anglii, w hrabstwie East Riding of Yorkshire. Leży 28 km na zachód od miasta Hull i 253 km na północ od Londynu.